# Dechang
Dechang (en chino, 德昌; pinyin, Déchāng (escuchar)ⓘ, en nuosu, ꄓꍣ; romanizado, dep cha) es un condado bajo la administración directa de la Prefectura Liangshan. Se ubica en la provincia de Sichuan, centro-sur de la República Popular China. Su área es de 2301 km² y su población total para 2010 superó los 210 mil habitantes.
El condado se estableció en el año 34 de la República de China (1945) y fue ocupado por los comunistas el 26 de marzo de 1950. Es un condado nacional de demostración de divulgación científica, energía verde, salud en la provincia de Sichuan. Está creando como un condado ecológico provincial.

## Administración
El condado de Dechang se divide en 23 pueblos que se administran en 1 subdistrito, 14 poblados y 8 villas.

## Toponimia
El topónimo Dechang [/də-chang/] apareció en 1286 cuando los subdistritos Deping (德平路) y Dingchang (定昌路) se fusionaron en Dechang. Debido a que se compone de los sinogramas De (virtud) y Chang (prosperidad) se ha interpretado "donde hay virtud, habrá prosperidad" (有德必昌 “yǒuDébìchāng”).